# Giroussens
Giroussens  es una población y comuna francesa, ubicada en la región de Mediodía-Pirineos, departamento de Tarn, en el distrito de Castres y cantón de Lavaur.
En esta comuna se encuentran los Jardines de los Martels: un parque y jardín botánico privado comercial de 3.5 hectáreas de extensión.

## Demografía
| 1031 | 1054 | 1066 | 1058 | 1051 | 1040 |
| Para los censos de 1962 a 1999 la población legal corresponde a la población sin duplicidades (Fuente: INSEE [Consultar]) |      |      |      |      |      |

## Lugares de interés
- El castillo original, la Pech Massou fue construido en al siglo XIII. En 1437, el castillo se convierte en prisión real pero fue incendiado por los protestantes en 1562.
- El segundo castillo, el Castillo de Belbèze, fue construido en 1640 por Jean Flotes, gran maestro de las aguas y los bosques Toulouse. Tiene planta cuadrada con cuatro torres cubiertas con techos de pirámide. Se vendió a Jean Dalbi en 1660, abogado en el parlamento. Durante la Revolución, el castillo fue vendido como propiedad nacional.
- La iglesia de Saint-Salvy del siglo XIV. Construida con una nave con cuatro tramos de arcos abovedados y un Coro polígonal de cinco lados. Tres capillas están presentes en el través. La fachada está coronada por una campanario. La iglesia tiene un altar de muebles y pinturas de los siglos XVII y XVIII. La capilla norte está dedicada a Santa Rufina, patrona de los alfareros y tiene un retablo de 1637. Los muros de la nave están cubiertas de murales Fernand Augé (1896) y Paul Prouho (1900).

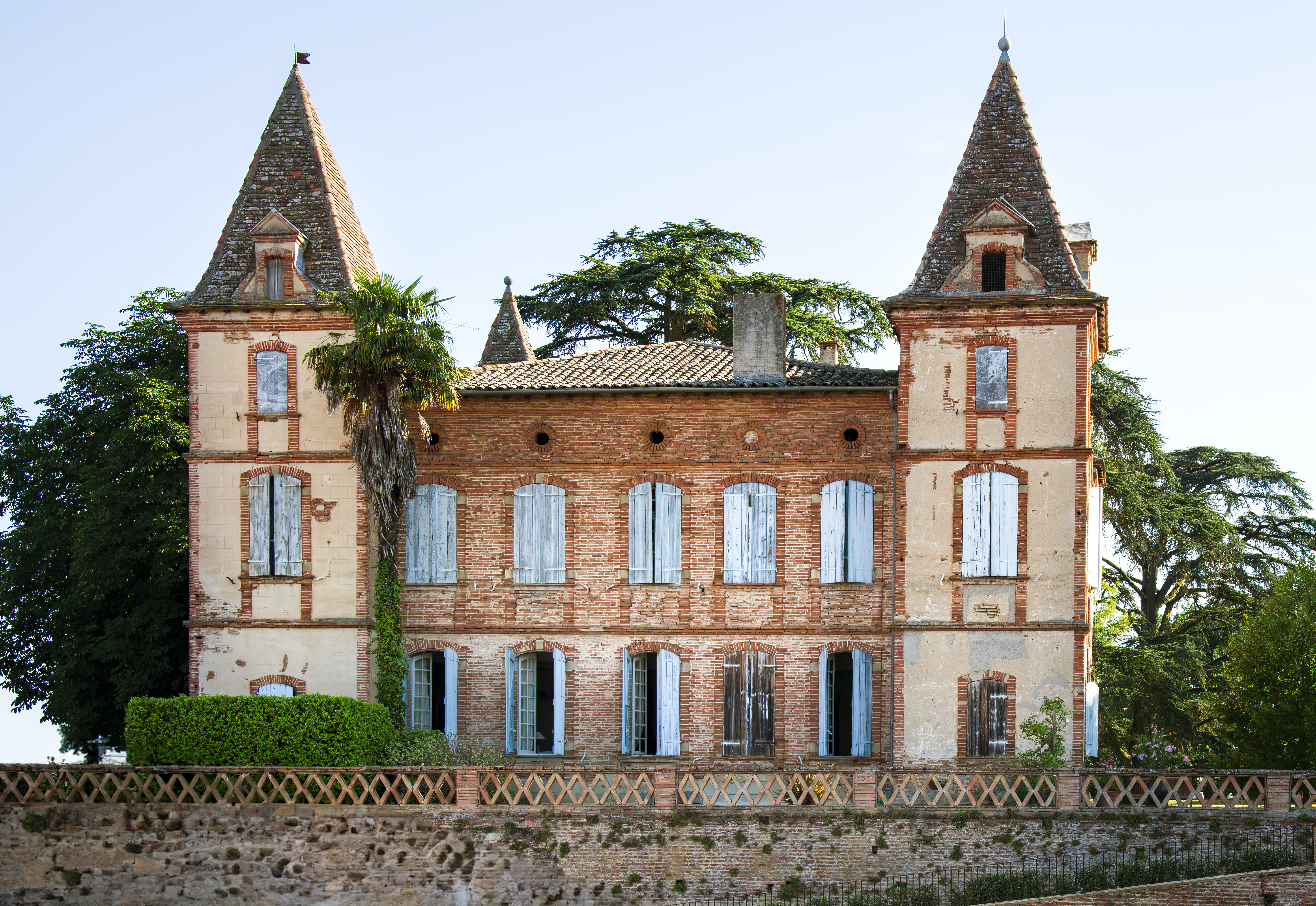
Castillo de Belbèze.
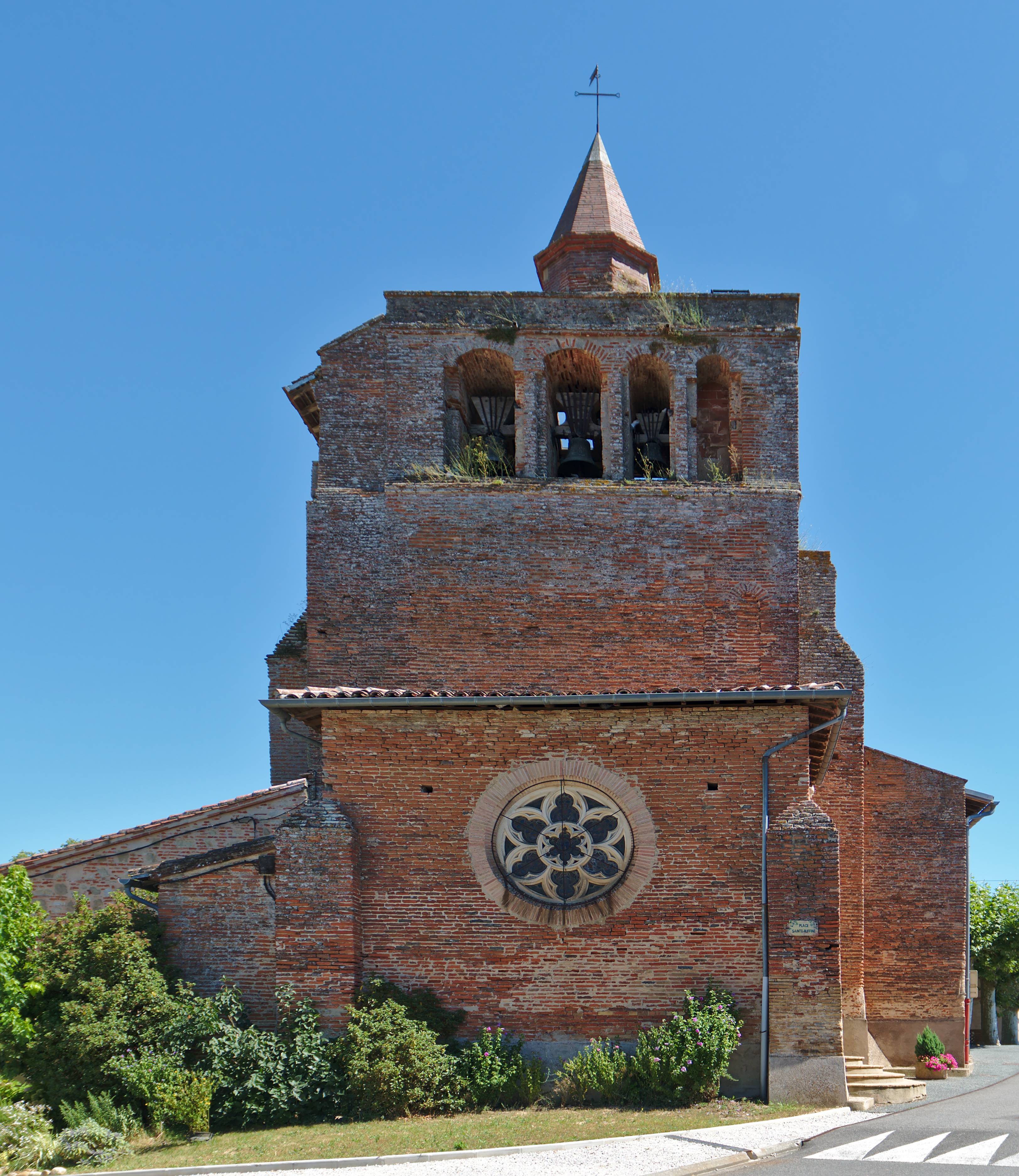
Iglesia de Saint-Salvy.

## Personajes relacionados con la comuna
- Lucie Bouniol (1896-1988), artista pintora, nacida en el castillo de Belbèze.